# Wybory prezydenckie w Stanach Zjednoczonych w Kalifornii w 1964 roku
Wybory prezydenckie w Stanach Zjednoczonych w Kalifornii w 1964 roku – odbyły się 3 listopada 1964 jako część 45. wyborów prezydenckich, w których wzięło udział wszystkie 50 stanów oraz Dystrykt Kolumbii.
Wyborcy w Kalifornii wybrali elektorów, aby reprezentowali ich w głosowaniu powszechnym w kolegium elektorskim.
Kalifornia została zdobyta przez kandydata demokratów – ówczesnego prezydenta Lyndona Johnsona.
| 1960← 3 XI 1964 →1968 |                                                                                                 |                                                                                                 |
| --- | ----------------------------------------------------------------------------------------------- | ----------------------------------------------------------------------------------------------- |
| - Kandydat na prezydenta - Partia polityczna - Stan macierzysty - Kandydat na wiceprezydenta - Głosy elektorskie - Głosy powszechne - Wyniki procentowe | - Lyndon B. Johnson - Partia Demokratyczna - Teksas - Hubert Humphrey - 40 - 4 171 877 - 59,11% | - Barry Goldwater - Partia Republikańska - Arizona - William E. Miller - 0 - 2 879 108 - 40,79% |